# Elophos grisea
Elophos grisea là một loài bướm đêm trong họ Geometridae.